# Pipreola
Pipreola is een geslacht van vogels uit de familie cotinga's (Cotingidae). Het geslacht telt 11 soorten.

## Soorten
- Pipreola arcuata – Gebandeerde cotinga
- Pipreola aureopectus – Goudbuikcotinga
- Pipreola chlorolepidota – Vuurkeelcotinga
- Pipreola formosa – Prachtcotinga
- Pipreola frontalis – Geelkeelcotinga
- Pipreola intermedia – Zwartkopcotinga
- Pipreola jucunda – Oranjebuikcotinga
- Pipreola lubomirskii – Zwartborstcotinga
- Pipreola pulchra – Maskercotinga
- Pipreola riefferii – Groen-zwarte cotinga
- Pipreola whitelyi – Roodbandcotinga